# 来马镇
来马乡，是中华人民共和国四川省甘孜藏族自治州甘孜县下辖的一个乡镇级行政单位。

## 行政区划
来马乡下辖以下地区：
迷鲁村、鲁须村、叶早村、纳洼村、格通一村、格通二村、里拉村、当达村、觉日村、夺日村、来马村、雅子村、马达村、地格村、冷达村和康朱村。